# Putyata

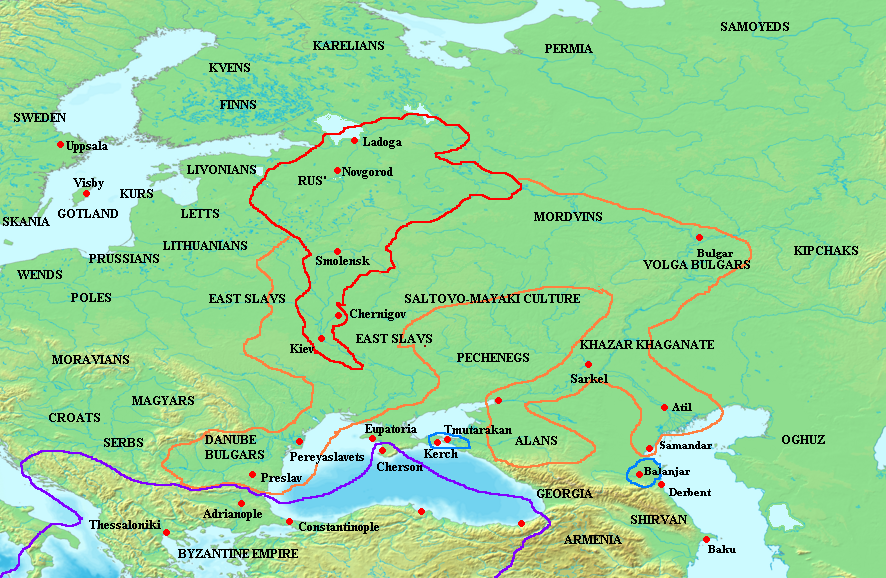
La Rus' de Kiev à la fin du Xe siècle.

Putyata (en russe : Путята) est un chef militaire russe de la fin du Xe siècle qui est également le premier tysyatsky (en) connu de Novgorod.
Selon la Chronique de Joachim (en), il fut actif pendant le règne du Grand-prince Vladimir le Grand et força les habitants de Novgorod à accepter la foi chrétienne « par l'épée », tandis que le posadnik Dobrynya (en), oncle de Vladimir, les força « par le feu ».